# DrugBank
A DrugBank egy egységes, szabadon elérhető online adatbázis, mely a gyógyszerekről és azok céljairól tartalmaz információkat. Mint összetett bioinformatikai és kémiainformatikai forrás, a DrugBank a gyógyszerek (kémiai, gyógyszerészeti, farmakológiai) jellemzőit és azok jellemző célzott területeit mutatja be. A DrugBank használ anyagokat a Wikipédiából, a Wikipédia pedig gyakran hivatkozik a DrugBankre.
Az adatbázis legutóbbi, (5.0-s verziója) 9591 gyógyszerbejegyzést tartalmaz, melyek között van 2037, az FDA által jóváhagyott kismolekulás gyógyszer, 241 biotechnológiai proteines/peptides gyógyszer, 96 speciális étrend kiegészítő és több mint 6000 kísérleti gyógyszer. Ezekhez a gyógyszerbejegyzésekhez további 4270 protein szekvencia is tartozik, melyek továbbíthatják, szállíthatják, célba juttathatják az enzimeket. Minden DrugCard bejegyzés (Fig. 1) több mint 200 adatmezőt tartalmaz,melyeknek a fele a gyógyszerészeti/kémiai jellemzésére, a másik fele pedig a célba juttatás vagy a protein leírását szolgálja.
További négy adatbázis, a HMDB, a T3DB, az SMPDB  és a FooDB szintén része a metabolomikai/kémiai informatikai adatbázisok általános csomagjának. A HMDB hasonló információkat tartalmaz mintegy 40 000 emberi metabolitról, a T3DB 3100 általános méregről és környezeti károsítóról tartalmaz adatokat, az SMPDB útvonal-diagrammok tárháza, melyben mintegy 700 emberi metabolikus és betegségekkel kapcsolatos útvonal található meg, míg a FeoDB nagyjából 28 000 étel-összetevőről és élelmiszer-adalékanyagról ad felvilágosítást.

## Verziótörténet
A DrugBank első változatát 2006-ban hozták nyilvánosságra. Ez a korai kiadás viszonylag szűk körben tartalmazott leírásokat mindössze 841, az FDA által jóváhagyott kis molekuláris gyógyszerről és 113 biotechnológiai gyógyszerről. A gyógyszerek céljai közül 2133 szerepelt benne. A DrugBank második változatát 2009-ben jelentették meg. Ez a lényegesen kiterjesztett és fejlesztett változat 1344 jóváhagyott kis molekuláris gyógyszert, 123 biotechnológiai gyógyszert, valamint 3037 egyéni gyógyszercélt tartalmazott. A 2.0-s változattal jelentek meg a kivont gyógyszerek és az illegális gyógyszereket, az ételek nagy gyógyító hatását valamint a gyógyszerek kölcsönhatását és az ADMET értékeket (felszívódás, eloszlás, emésztés, kiválasztódás és mérgezőség). A 3.0 verzió 2011-ben jelent meg. Ebben 1424 jóváhagyott kis molekulás gyógyszer, 132 biotechnológiai gyógyszer, valamint több mint 4000 hatásmechanizmus szerepelt. A 3.0 változatban már szerepeltek gyógyszer továbbító adatok, a gyógyszerek útvonalra vonatkozó tények, a gyógyszerárazás, szabadalmi és termelési adatok, valamint bekerült több mint 5000 kísérleti gyógyszer. A 4.0 verzió 2014-ben jelent meg. Ebben 1558, az FDA által jóváhagyott kis molekuláris gyógyszer, 155 biotechnológiás gyógyszer és 4200 hatásmechanizmus szerepel. A 4.0 verzióban ezeken kívül megjelenik jelentős méretű információhalmaz a gyógyszer lebontásáról, (struktúrájáról és reakcióiról), a gyógyszer taxonómiájáról, hatóköréről, kötődési állandójáról és szintézises jellemzőiről. Az 1. tábla részletesebb statisztikákon keresztül mutatja be a DrugBank fejlődési történetét.
| Kategória                                                          | 1.0   | 2.0    | 3.0    | 4.0    |
| ------------------------------------------------------------------ | ----- | ------ | ------ | ------ |
| A DrugCardon szereplő adatok száma                                 | 88    | 108    | 148    | 208    |
| Keresési típusok száma                                             | 8     | 12     | 16     | 18     |
| Illusztrált gyógyszerhatás útvonalak száma                         | 0     | 0      | 168    | 232    |
| Lebontó enzimről adatot tartalmazó gyógyszerek száma               | 0     | 0      | 762    | 1 037  |
| Struktúrával szereplő metabolitok száma                            | 0     | 0      | 0      | 1 239  |
| Gyógyszerlebontó reakciók száma                                    | 0     | 0      | 0      | 1 308  |
| Gyógyszerlebontási útvonalak száma                                 | 0     | 0      | 0      | 53     |
| Gyógyszer transzporter információt tartalmazó gyógyszerek száma    | 0     | 0      | 516    | 623    |
| Taxonómiai információval rendelkező gyógyszerek száma              | 0     | 0      | 0      | 6 713  |
| SNP-hez kapcsolódó gyógyszerhatások száma                          | 0     | 0      | 113    | 201    |
| Szabadalom/árazás/gyártás információt tartalmazó gyógyszerek száma | 0     | 0      | 1 208  | 1 450  |
| Étel-gyógyszer interakciók száma                                   | 0     | 714    | 1 039  | 1 180  |
| Gyógyszer-gyógyszer interakciók száma                              | 0     | 13 242 | 13 795 | 14 150 |
| ADMET paraméterek száma (Caco-2, LogS)                             | 0     | 276    | 890    | 6 667  |
| QSAR paraméterek száma gyógyszerenként                             | 5     | 6      | 14     | 23     |
| A gyógyszer hatásaihoz szükséges kötési adatok száma               | 0     | 0      | 0      | 791    |
| NMR-spektrummal szereplő gyógyszerek száma                         | 0     | 0      | 0      | 306    |
| MS-spektrummal szereplő gyógyszerek száma                          | 0     | 0      | 0      | 384    |
| Kémiai szintézises adatokkal rendelkező gyógyszerek száma          | 0     | 38     | 38     | 1 285  |
| Az FDA által jóváhagyott kis molekuláris gyógyszerek száma         | 841   | 1 344  | 1 424  | 1 558  |
| Biotechnológiai gyógyszerek száma                                  | 113   | 123    | 132    | 155    |
| Étrend kiegészítő gyógyszerek száma                                | 61    | 69     | 82     | 87     |
| Kivont gyógyszerek száma                                           | 0     | 57     | 68     | 78     |
| Illegális gyógyszerek száma                                        | 0     | 188    | 189    | 190    |
| Kísérleti gyógyszerek száma                                        | 2 894 | 3 116  | 5 210  | 6 009  |
| A kísérleti és a jóváhagyott gyógyszerek összesített száma         | 3 796 | 4 774  | 6 684  | 7 561  |
| Összes tapasztalati és jóváhagyott gyógyszerek száma               | 3 909 | 4 897  | 6 816  | 7 713  |
| A gyógyszercélok száma                                             | 2 133 | 3 037  | 4 326  | 4 115  |
| A jóváhagyott gyógyszer enzim/szállító egyedi száma                | 0     | 0      | 164    | 245    |
| Az összes gyógyszer enzim/szállító egyedi száma                    | 0     | 0      | 169    | 253    |
| Külső adatbázisra mutató linkek száma                              | 12    | 18     | 31     | 33     |

## Tartalom és hozzáférés
A DrugBank minden adata szerzői jog mentes, vagy olyan forrásból származik, mely nem tart igényt szerzői jogra. Szabadon, ingyenesen elérhető bárki számára. Ezen felül majdnem minden adat visszakövethető, és mindig ott szerepel az eredeti forrás. A DrugBank adatai elérhetőek nyilvános internetes interface-en keresztül, és le is lehet tölteni.
A felhasználók többféleképpen is készíthetnek lekérdezéseket:
- Simán lekérdezést írnak az adatbázis szöveges komponenseire. A Browse gombra kattintva táblázatos elrendezésben megjelenik a DrugBank tartalma. Így a felhasználó átnézheti az adatbázist vagy újra rendezheti az adatokat.
- Egy adott DrugCard gombjára kattintva feljön az összes adott gyógyszerről eltárolt összes információ. Ott szerepel az összes mező leírása, illetve a források listája is.
- A PharmaBrowse gomb segítségével a felhasználó a jellemzőik szerint csoportosítva kereshet a gyógyszercsoportok között. Ez leginkább gyógyszerészeknek és orvosoknak hasznos, de egyes kutatók munkáját is megkönnyítheti.
- A ChemQuery segítségével a felhasználó a ChemAxon segítségével megrajzolhatja vagy a SMILES sorozat segítségével megírhatja a kémiai vegyjelet, és az ehhez hasonló vagy ezzel megegyező képletű vegyületek között kereshet.
- A TextQuery gomb segítségével sokkal részletesebben kereshetünk szövegre vagy szövegdarabra a DrunBanken belül. (Részleges szóegyezés, kisbetű-nagybetű érzékenység, elgépelések stb.)
- A SeqSearch gomb segítségével a felhasználó kereshet BLAST (protein) szekvenciára. Mind egyedi, mind összetett proteinekre is lehet BLAST keresést írni.
- A Data Extractor gomb megnyomásával egy egyszerűen használható relációs keresés felülete nyílik meg, ahol a felhasználó különféle almezők alapján szűrhet. A Data Extractor a DrugBank legszofisztikáltabb keresési eszköze.

A felhasználók a kiválasztott szöveg komponenseket és szekvenciális adatokat letölthetik, a DrugBankkel kapcsolatos legfrissebb információkat pedig hírfolyamokon, Facebookon vagy Twitteren követhetik nyomon.

## Fordítás
Ez a szócikk részben vagy egészben  a   DrugBank című angol Wikipédia-szócikk ezen változatának fordításán alapul.  Az eredeti cikk szerkesztőit annak laptörténete sorolja fel. Ez a jelzés csupán a megfogalmazás eredetét és a szerzői jogokat jelzi, nem szolgál a cikkben szereplő információk forrásmegjelöléseként.